# Molí del Fortuny
Molí del Fortuny és una obra del Catllar (Tarragonès) inclosa a l'Inventari del Patrimoni Arquitectònic de Catalunya.

## Descripció
Es veuen clarament dos tipus de construcció. La més antiga és documentada l'any 1726 i es coberta per una volta de canó. En el mateix lloc hi ha part del muntatge de les moles. La part més nova és del segle xviii. A frec de camí s'hi veu desaiguat i pel darrere la bassa daigua amb el seu rodó.